# Поздняков Лев Григорович
Лев Григорович Поздняков (25 липня 1927, с. Бренево (Московська область), РРФСР, СРСР — 6 березня 1996, Дніпропетровськ, Україна) — вчений-металург, лауреат Премії Ради міністрів СРСР.

## Біографія
Лев Григорович Поздняков народився 25 липня 1927 року в с. Бренево (Московська область), в сім'ї службовців. Батько Григорій Корнійович Поздняков, 1903 року народження, з 1930 року з сім'єю не жив. Мати Анна Василівна Істоміна, 1903 року народження, уродженка с.
Родіоновка Чернігівської області з 1923 року і до відходу в 1954 році на пенсію працювала вчителькою середньої школи.
В 1944 році закінчив середню школу № 2 в Красногорівці і вступив на підготовчі курси Дніпропетровського металургійного інституту, який закінчив в 1950 році.
З 1951 року працює в Жданові у філії ЦНДІ ДК РМ СРСР по суднобудуванню (п/я 40) на посаді інженера, начальника лабораторії, старшого інженера. Випустив близько 20 наукових праць і статей.
З 1955 року член КПРС.
В 1962 році разом з сім'єю переїхав до Дніпропетровськ на роботу в Інститут чорної металургії Міністерства чорної металургії СРСР на посаду старшого інженера.
В 1965 році присуджено вчений ступінь кандидата технічних наук. Науковим керівником дисертації був академік АН УРСР К. Ф. Стародубов.
В 1972 році присуджено наукове звання Старший науковий співробітник.
Є провідним фахівцем в області термічного зміцнення металопрокату з низьколегованих сталей, процесів розпаду аустеніту при безперервному охолодженні, досліджень процесів перетворення при швидкісному високотемпературному відпустці і його впливу на комплекс фізико-механічних свойств конструкційних і низьколегованих сталей, що представляють продовженням робіт в цій області акад. К. Ф. Стародубова, в області оцінки тріщиностійкості низьколегованих сталей, а також нових сталей для суднобудування, бронетехніки та ін.
Розробив нові технологічні процеси з термічного зміцнення труб великого діаметру газонафтопровідного транспорту, термічного зміцнення помольних куль підвищеної зносостійкості, а також нові економнолегированниє марки стали впроваджені у виробництво на трубних і металургійних заводах СРСР.
В 1979 році за впровадження технології виробництва термоупрочнения труб великого діаметра для магістральних трубопроводів на Волзькому трубному заводі удостоєний звання лауреата премії РМ СРСР «За розробку проекту та будівництво трубоелектрозварювального цеху Волжкого трубного заводу». У серпні 1980 року введений в експлуатацію трубопрокатний цех № 1 (ТПЦ-1), призначений для випуску гарячекатаних труб для машинобудування.
Йому належать близько 100 наукових публікацій і 22 винаходи, ряд з яких впроваджено у виробництво. Брав участь з доповідями в ряді Всесоюзних конференцій і Всесвітньому газовому конгресі 1970 року. Він був співкерівником 3-х захищених кандидатських дисертацій.
Учасник Німецько-радянської війни на трудовому фронті.
Помер Лев Григорович Поздняков 6 березня 1996 року в Дніпропетровське.
Похований на Краснопільському кладовищі.

### Сім'я
- дружина — Ніна Іванівна Шевченко (1927—2014). Закінчила в 1952 році з відзнакою Київський державний університет. До 1962 року працювала в Жданові в ЦНДІ ГКСМ СРСР по суднобудуванню на посаді старший інженер. У 1962 році з родиною переїхала до Дніпропетровська, де працювала до 1993 року старшим викладачем в Дніпропетровському державному університеті[16].
- син — Сергiй (нар. 1955 р.). Закiнчив в 1979 році Дніпропетровський державний університет, з 1982 року працював у Центральному науково-дослідному інститутi машинобудування в Корольовi, лауреат премії Ленінського комсомолу[17].
- дочка — Олена (нар. 1967 р.). Закінчила в 1991 році Дніпропетровський металургійний інститут, працювала у Дніпропетровському державному університеті[16].
- онуки.

## Нагороди та премії
- Лауреат премії Ради Міністрів СРСР (1979)
- Медаль «В ознаменування 100-річчя з дня народження Володимира Ілліча Леніна» (1980)
- Медаль «Ветеран праці» (1987)
- Нагрудний знак «Винахідник СРСР»
- Бронзова медаль ВДНГ СССР (1969, 1978)
- Срібна медаль ВДНГ СССР (1975,1983)
- Диплом II ступеня ВДНГ УРСР
- Знак «Відмінник соціалістичного змагання чорної металургії СРСР»[18] (1967)
- Знак «Переможець соціалістичного змагання» (1974, 1977, 1978, 1980)